# Catedral de Terol

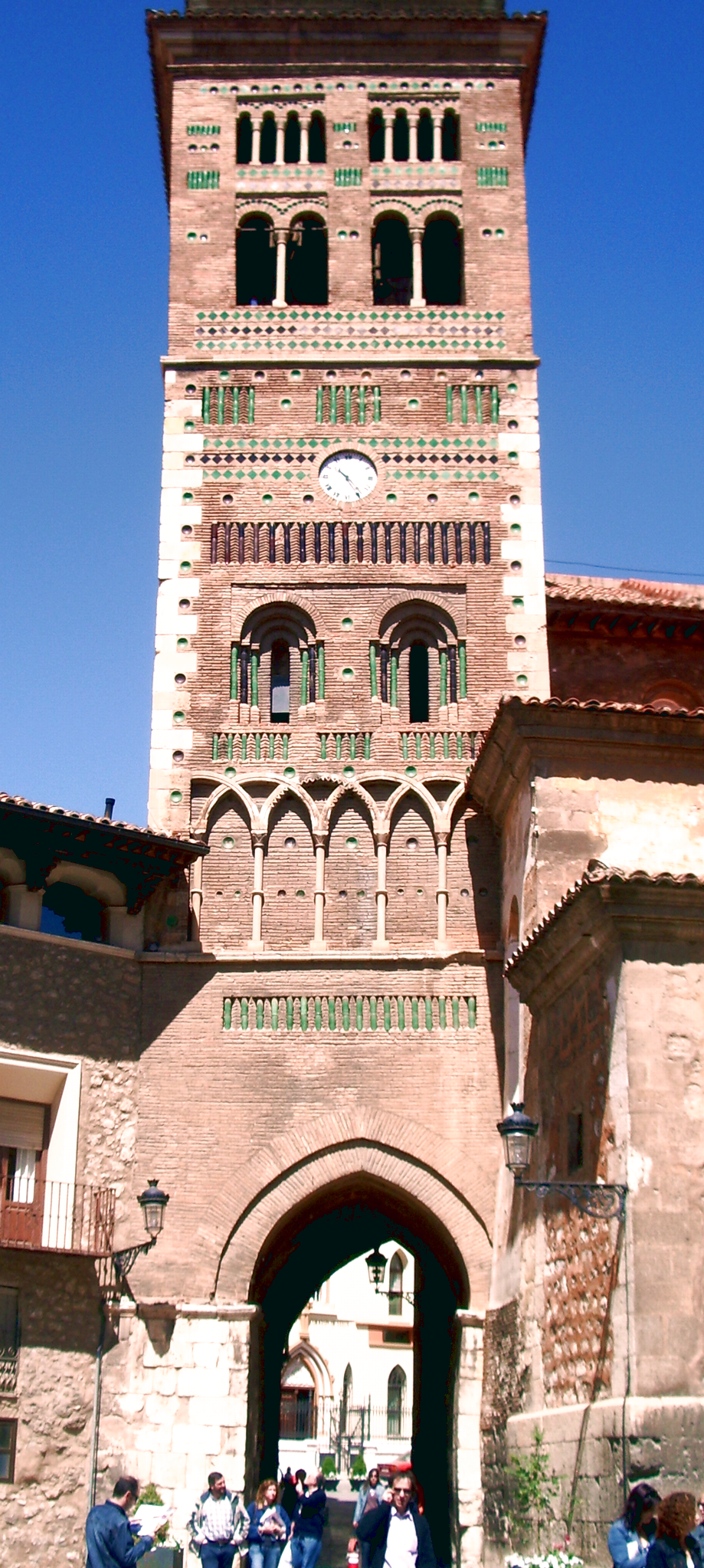
Torre mudèjar de la catedral de Terol

La catedral de Santa Maria de Terol o catedral de Santa Maria de Mediavilla de Terol, és una de les construccions més característiques de l'art mudèjar a Espanya, i una de les escasses catedrals, juntament amb la de Tarassona, construïda en aquest estil.
La torre, el sostre i el cimbori són Patrimoni de la Humanitat des de 1986.

## Història
La catedral de Terol té el seu origen a l'església de Santa Maria de Mediavilla, que va començar a edificar-se en estil romànic el 1171 i es va concloure amb l'erecció de la torre mudèjar el 1257. A la segona meitat del segle xiii, el mestre d'obres morisc Juzaff, reestructura l'antiga obra romànica i dota a l'edifici de tres naus mudèjars de maçoneria i maó, que milloren i eleven l'estructura romànica del segle xii.
Al mateix estil gòtico-mudèjar, ja al segle xiv es van substituir els absis romànics per uns altres, com es pot apreciar a la capçalera de la capella major. Es va reduir amb això a la meitat el nombre de suports, cosa que va donar una més gran lluminositat i espaiositat a les naus d'arcs apuntats. També els murs van ser recrescuts. El 1423, ja amb l'aspecte mudèjar amb què, en el que és fonamental, es troba el temple actualment, el pontífex aragonès Benet XIII, l'anomenat «Papa Luna», li va donar el rang de col·legiata.
Ja en estil plateresco-mudèjar, va ser construït el 1538 el cimbori de la nau central, obra de Martín de Montalbán. Va ser edificat de planta octogonal sobre trompes i presenta al seu exterior finestres amb decoracions plateresques. Més tard, el 1587, amb la creació de la diòcesi de Terol, va ser promoguda a catedral i consagrada com a tal. Finalment el 1909 s'aborda l'edificació de la façana d'estil neomudèjar, obra de Pau Monguió i Segura.

## La fàbrica primitiva de la Catedral
Ja des de la fundació de la ciutat pel monarca Alfons II d'Aragó el 1171, l'església de Santa Maria de Mediavilla tenia una posició privilegiada, adscrita a la diòcesi de Saragossa i situada al centre de la ciutat. La primitiva església data de l'últim quart del segle xii i va ser construïda de nova obra romànica al centre de l'antiga medina de la ciutat àrab.
Cap a l'any 1200 es va iniciar la primera etapa constructiva de l'edifici de l'església de tres naus amb les dimensions en planta del temple actual. Aquesta etapa va concloure amb l'edificació el 1257 de la torre mudèjar. Els primitius murs romànics eren tres metres més baixos en altura que els que avui podem observar.

## La torre
La torre mudèjar, comença a erigir-se el 1257 i al seu cos inferior es va obrir un pas en forma de volta apuntada per a ús dels transeünts. És una de les torres mudèjars més antigues d'Espanya. És de planta quadrada i posseeix tres cossos profusament decorats amb rajoles i ceràmica vidrada. Remata en una llanterna octogonal del segle xvii.

## La reforma mudèjar
Després del satisfactori resultat artístic del campanar mudèjar, es construeix a la segona meitat del segle xiii, sota la direcció del morisc Juzaff, el recreixement de les naus en altura (a la línia del gòtic d'elevar els temples), la construcció de nous absis mudèjars i el cobriment de les naus amb sostres d'aquest mateix estil.

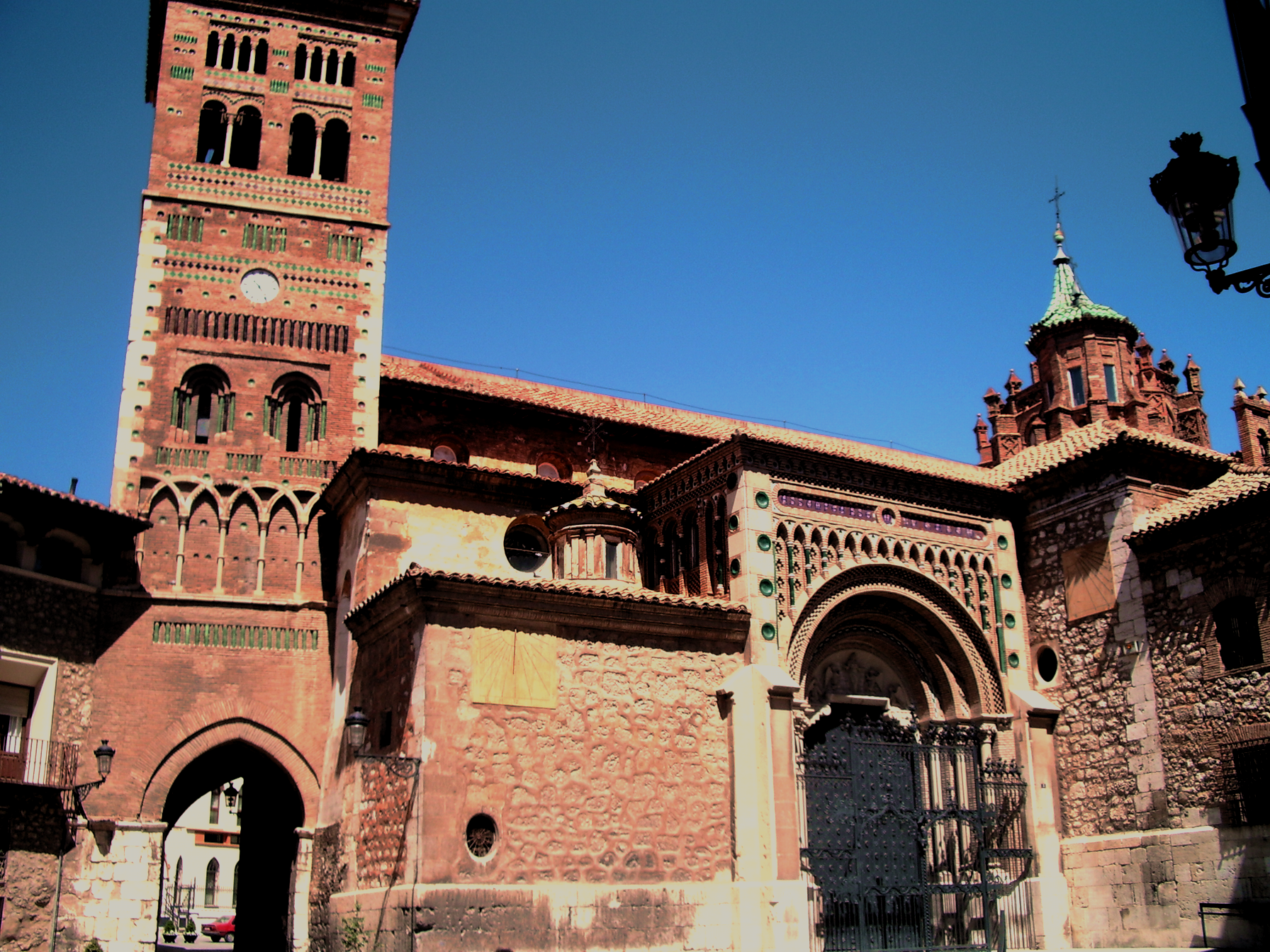
Façana, torre, portada i cimbori

El primer edifici havia desenvolupat un procés constructiu en què les obres van avançar des dels absis, a la capçalera del temple, fins a la torre mudèjar, als peus d'aquest; ara, seguint el sentit invers, les obres retornaven des de les naus cap a la capçalera.
En efecte, una vegada sobreelevada l'alçària de les tres naus i potenciada la seva il·luminació, i disposat el nou sostre mudèjar sobre la nau central, sens dubte la primitiva capçalera va quedar petita i desproporcionada en relació amb les noves naus.
Per tot això va caldre abordar la construcció d'un creuer i de tres nous absis. Aquestes obres van concloure amb el desmuntatge de les cintres i amb el blanquejat i pintat el 1335, segons una relació de comptes conservats a l'arxiu de la catedral. El director d'aquestes últimes obres de blanquejat va ser el mestre, Yuçaf d'Huzmel.

## El sostre de la nau central
Una de les meravelles que acull la catedral és el sostre, una encavallada d'entrecinta amb funció estructural (ço que no és habitual). Gairebé tots els sostres mudèjars són cassetonats, això és, elements merament decoratius. En aquest cas es tracta d'un cobriment de sostre, al qual la carcassa sosté la part superior de la nau i consolida l'estructura. Se l'anomena la «capella sixtina» de l'art mudèjar, pel seu gran valor arquitectònic i pictòric.

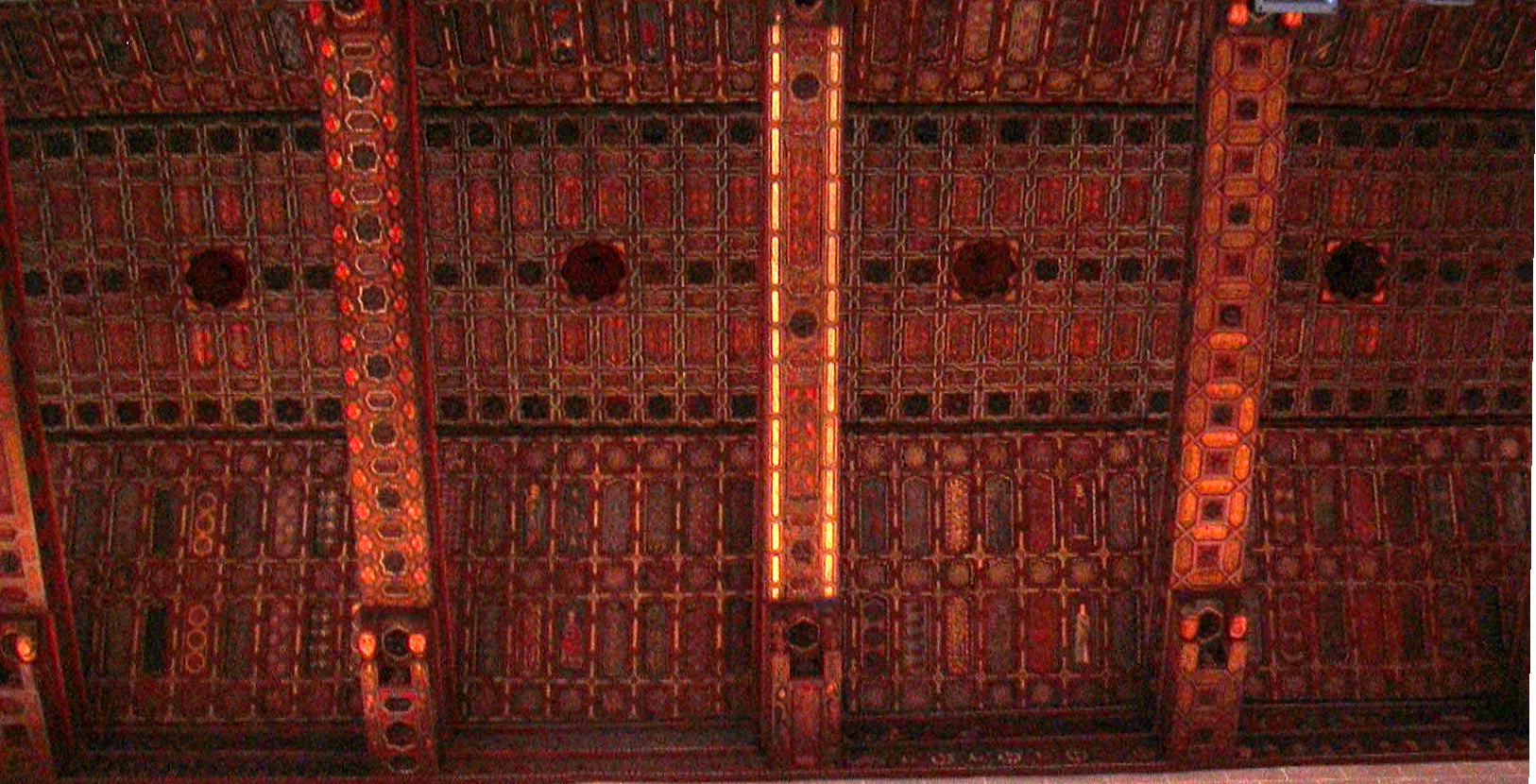
Sostre de la catedral de Terol

Mesura trenta-dos metres de longitud i data del segle xiv. Té als seus cassetons motius històrics, religiosos, costumistes; oficials, artesans, personatges històrics, sers fantàstics; tota una galeria de tipus humans, una extensa varietat en la imatgeria pictòrica, que es va conservar en perfecte estat a causa del fet que va ser coberta per un fals sostre neoclàssic al segle xviii, que va deixar la pintura mudèjar lluny de les inclemències del temps.
Algun desperfecte va patir durant els bombardejos de la Guerra Civil espanyola, però va ser restaurada, encara que amb imatges no molt afortunades, que delaten la seva procedència moderna i el que es veu, amb aquesta petita excepció, és una extraordinària obra pictòrica del segle xiv.
- Caça del senglar, sostre mudèjar de la Catedral de Terol
- Descripció detallada de les pintures del sostre

## El cimbori. Mudèjar i renaixement

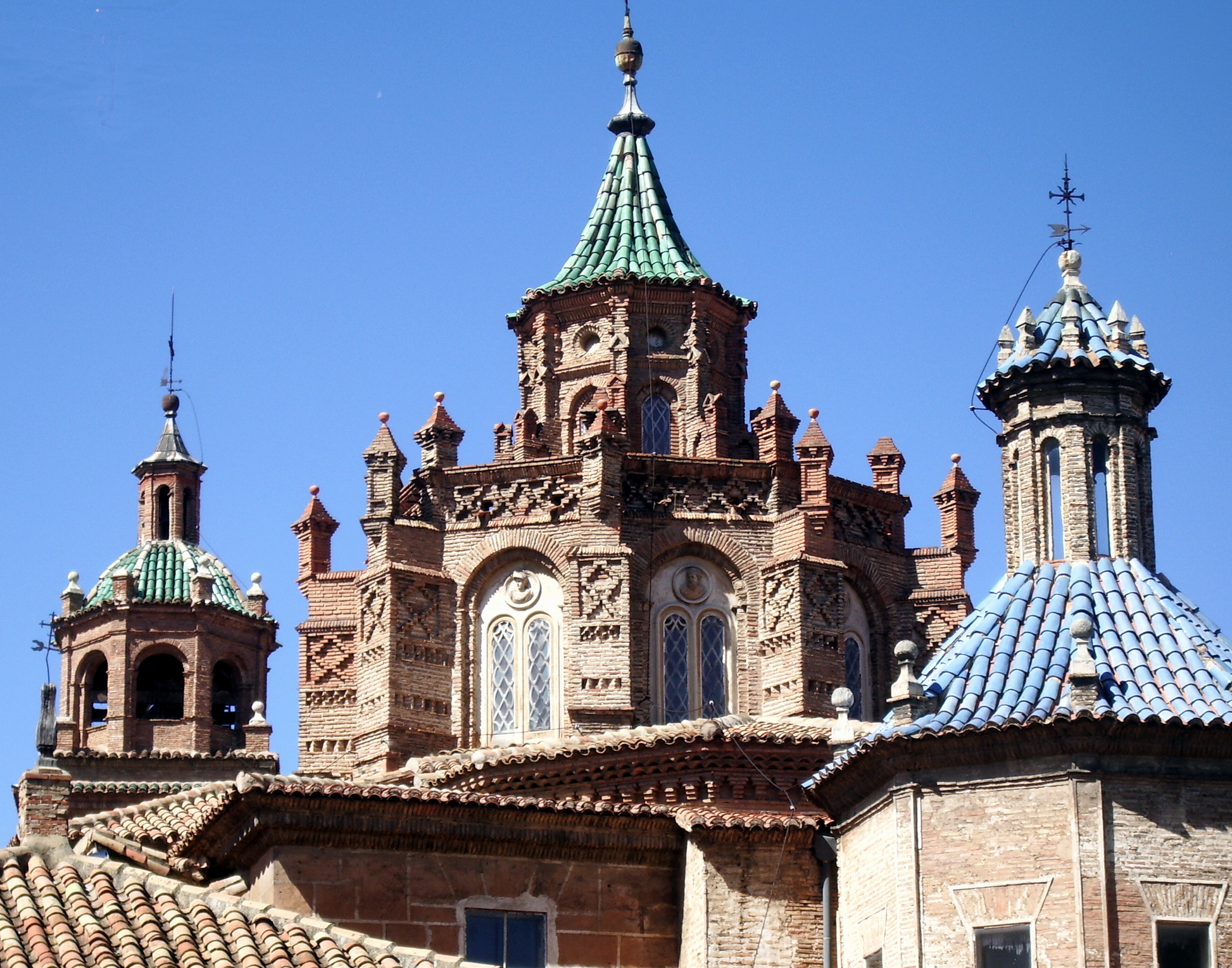
Cimbori mudèjar de la catedral de Terol

El cimbori va ser traçat el 1537 pel mestre Juan Lucas Botero, que havia estat l'artífex del cimbori sobre trompes mudèjar de la seu de Saragossa i del de la catedral de Tarassona.
Va ser dut a terme el 1538 pel mestre d'obres Martín de Montalbán. Aquest cimbori aconseguia il·luminar el nou retaule major (1536), obra mestra de l'escultura del Renaixement a la Corona d'Aragó de l'escultor Gabriel Yoly.

## Construccions recents
Al voltant de l'any 1700, la capçalera gòtica es modifica per realitzar un deambulatori. Així mateix, es va modificar l'ornamentació per adequar-la als gustos neoclàssics, ocultant després del fals sostre del xviii el sostre original mudèjar, cosa que va permetre que es conservés la pintura.
El 1909 es construeix l'enorme portada meridional historicista, que combina una estructura neoromànica d'arquivoltes de mig punt amb una decoració típicament neomudèjar. Va ser planejada per l'arquitecte modernista Pau Monguió i Segura.
El pòrtic es tanca amb una reixa de Matías Abad, que s'inspira a la del cor de l'interior de la catedral, obra de forja del segle xv del mestre Cañamache.

## Patrimoni de la Humanitat

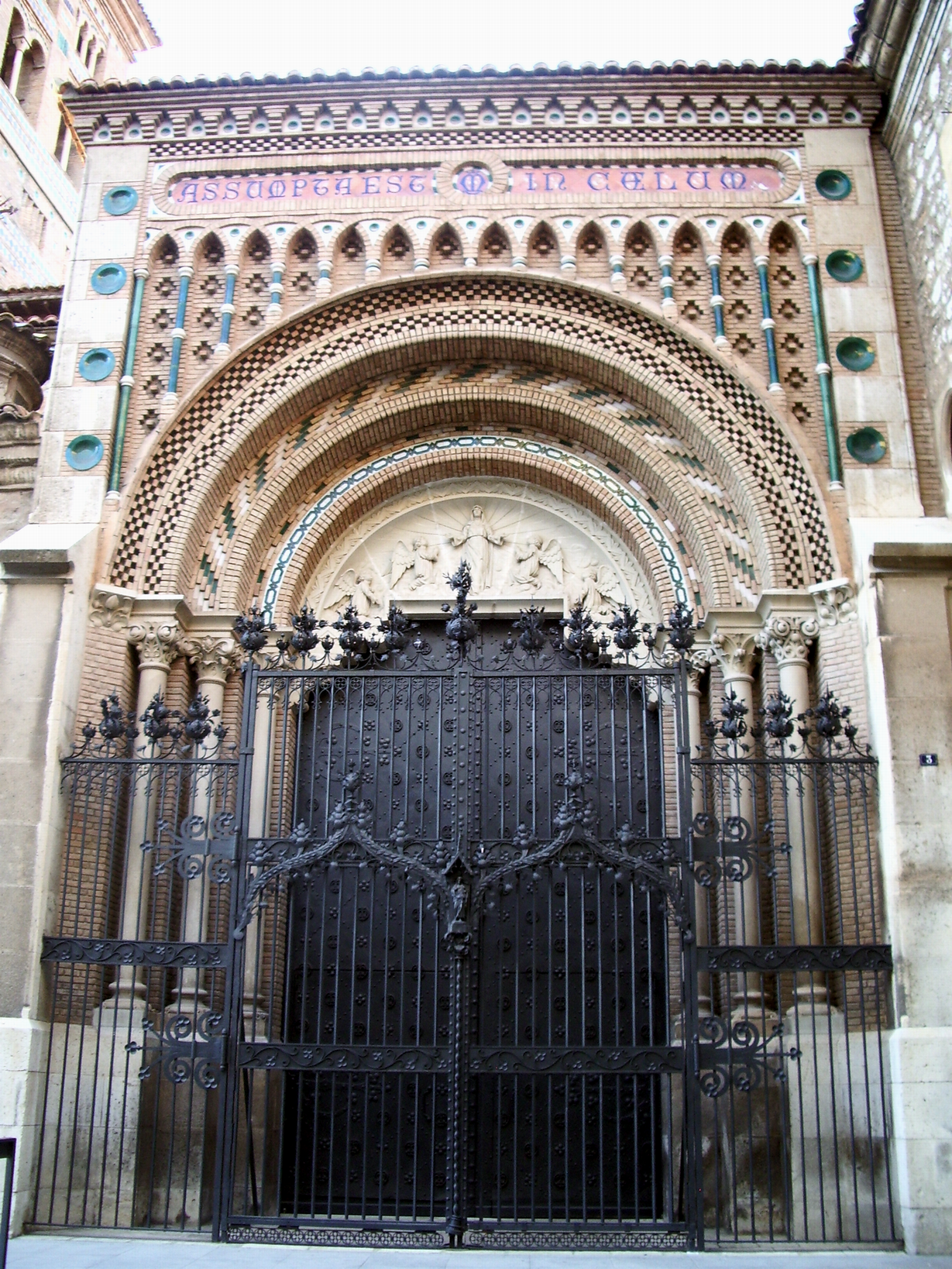
Portada neomudèjar (1909)

La torre, sostre i cimbori de la catedral de Terol van ser declarats, juntament amb el conjunt monumental mudèjar de la ciutat, Patrimoni de la Humanitat per la Unesco el 1986. La descripció de la seva importància figura així consignada: 
| «                                                                    | El desenvolupament en el segle xii de l'art mudèjar a Aragó és conseqüència de les condicions polítiques, socials i culturals particulars que van prevaler a Espanya després de la Reconquesta. Aquest art, influït per la tradició islàmica, reflecteix també els diversos estils europeus contemporanis, particularment el gòtic. Present fins a l'inici del segle xvii, està caracteritzat per un ús extremadament refinat i inventiu del maó i de rajoles esmaltades en arquitectura, especialment en els campanars d'esglésies. | » |
| — Declaració del Mudèjar Aragonès en la pàgina oficial de la UNESCO. | |   |

La justificació de la declaració està sustentada en el criteri iv de la mateixa organització: 
| «                                                           | Criteri iv. Per ser un exemple excepcional d'un tipus d'edifici, conjunt arquitectònic o tecnològic o paisatge que il·lustra un període significatiu en la història humana. | » |
| — Criteris de selecció (UNESCO, Patrimoni de la Humanitat). | |   |